# Cepaka
Cepaka is een bestuurslaag in het regentschap Tabanan van de provincie Bali, Indonesië. Cepaka telt 2728 inwoners (volkstelling 2010).